# Basha
Basha var kung över Israel från ca 959 f.Kr. till ca 937 f.Kr. Han mördade sin företrädare, Nadav, för att nå tronen och låg under hela sin regering i krig med kung Asa i Juda rike. Basha efterträddes av sin son Ela.